# Lipová alej v Zásmukách
Lipová alej v Zásmukách je památkově chráněné stromořadí lip malolistých (Tilia cordata) vedoucí z města Zásmuky (okrese Kolín ve Středočeském kraji) ke kapličce V lipách (vystavěné v roce 1681) podél sinice vedoucí do obce Dolní Chvatliny.
- Lipová alej je složena z celkem 90 památkově chráněných lip
- Obvody kmenů jsou v rozmezí 350 - 400 cm
- výška kmenů je v rozmezí 20 - 25 m

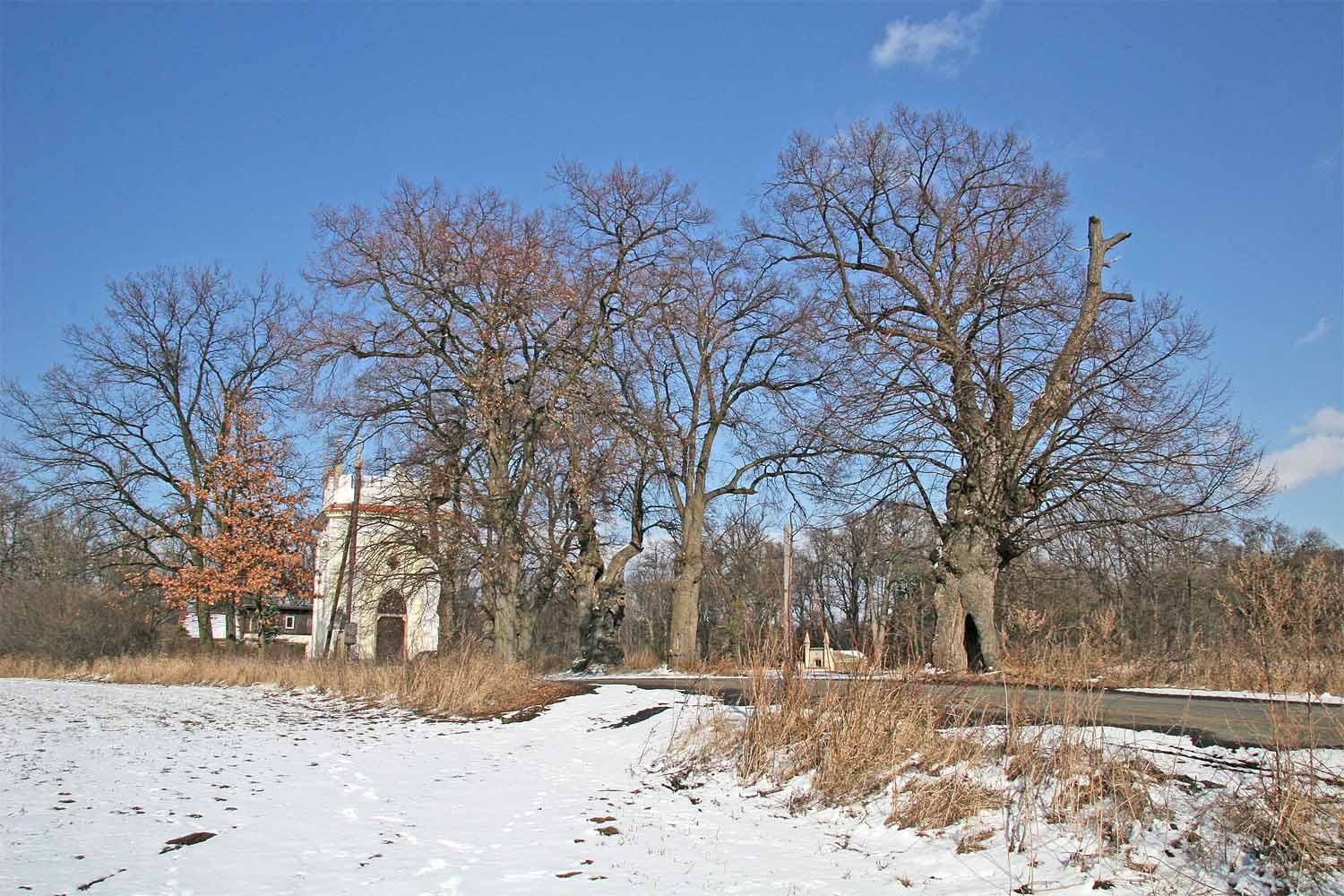
Památná lipová alej v Zásmukách

- stáří je kolem 300 let